# بوریس هسن
 بوریس هسن (روسی: Бори́с Миха́йлович Ге́ссен؛ زاده ۱۶ اوت ۱۸۹۳ درگذشته ۲۰ دسامبر ۱۹۳۶) یک فیزیک‌دان اهل روسیه بود.